# لادیسلاف اشمید
لادیسلاف اشمید (چکی: Ladislav Šmíd؛ زادهٔ ۲۴ مهٔ ۱۹۳۸) بازیکن هاکی روی یخ اهل چکسلواکی بود.